# Мохаммед Аман
Мохаммед Аман (10 января 1994, Асэлла, Эфиопия) — эфиопский легкоатлет, который специализируется на дистанции 800 метров. Чемпион мира 2013 года с результатом 1.43,31. Победитель юношеских Олимпийских игр 2010 года в беге на 1000 метров. Двукратный чемпион Африки среди юниоров в 2009 и 2011 годах. Победитель мирового первенства в помещении 2012 года с результатом 1:48.36. На олимпийских играх в Лондоне занял 6-е место.
В настоящее время владеет рекордом Эфиопии в беге на 800 метров. Обладатель мирового рекорда среди юношей.